# Kolvické jezero
Kolvické jezero (rusky Колвицкое озеро) je jezero v Murmanské oblasti v Rusku. Má rozlohu 121 km². Leží na jihozápadě Kolského poloostrova v nadmořské výšce 61 m. Průměrná hloubka je 12 m a maximální 20 m.

## Pobřeží
Pobřeží je členité, především na severozápadě. Na západě je prudké, zatímco na východě nížinaté. V jezeře jsou četné menší ostrovy.

## Vlastnosti vody
Zamrzá v říjnu nebo v listopadu a rozmrzá v květnu nebo na začátku června.

## Vodní režim
Zdroj vody je převážně sněhový. Nejvyšší úrovně dosahuje v červnu, nejnižší v únoru. Rozsah kolísání hladiny je 1,8 m. Z jezera odtéká řeka Kolvica, která ústí do Kandalakšského zálivu v Bílém moři.

## Využití
Odtok je regulován přehradní hrází za účelem splavování dřeva.